# Corgémont
Corgémont es una comuna suiza del cantón de Berna, situada en el distrito administrativo del Jura bernés. Limita al norte con las comunas de Tramelan y Tavannes, al este con Sonceboz-Sombeval, al sur con Orvin y Nods, y al oeste con Cortébert y Mont-Tramelan.
Hasta el 31 de diciembre de 2009 situada en el distrito de Courtelary.